# Desmodium marilandicum
Desmodium marilandicum là một loài thực vật có hoa trong họ Đậu. Loài này được Darl. miêu tả khoa học đầu tiên.